# Kochelfall
Der Kochelfall (polnisch Wodospad Szklarki) ist einer der bekanntesten Wasserfälle in den Sudeten bei Szklarska Poręba (deutsch: Schreiberhau). Er liegt auf dem Gebiet von Piechowice (Petersdorf), am Kochel (Szklarka) im Riesengebirge. Der Wasserfall und seine Umgebung bilden eine Exklave des Nationalparks Riesengebirge.

## Beschreibung
Der Kochelfall ist mehr als 13 m hoch. Er liegt auf einer Höhe von 525 Metern über NN. Seine Wasser stürzen trichterförmig in die Tiefe und bilden am Ende einen Erosionstrichter. 

## Geschichte
Der Kochelfall wurde bereits im Mittelalter beschrieben und ist seither vielfach in Kunst und Dichtung beschrieben. 1868 wurde am Fuß des Wasserfalls die Kochelfallbaude (heute Kochanówka-Hütte) errichtet. Es bestand die Möglichkeit, das Wasser im oberen Becken anzustauen und es dann in großen Mengen über die Kante des Wasserfalls fließen zu lassen.

## Wanderwege
Zwei markierte Wanderwege führen zum Wasserfall, der schwarze Rundweg um Szklarska Poręba sowie der blaue von Piechowice zur Łapski-Szczyt-Hütte.